# 할로윈 (1978년 영화)
《할로윈》(영어: Halloween)은 존 카펜터가 연출과 공동 각본을 맡은 1978년 미국 독립 슬래셔 영화이다. 속편 《할로윈 2: 저주받은 병실》(1981)로 이어진다.
역대 최고의 공포 영화 중 하나로 여겨지며, 2006년 미국 의회도서관에 의해 문화적, 역사적, 미적으로 중요함을 인정 받아 미국 국립영화등기부에 등재되었다.

## 줄거리
1963년 핼러윈 밤 일리노이주 교외 마을 해던필드. 6살 마이클 마이어스가 십대 누나 주디스를 수차례 식칼로 찔러 살해한다.
15년 뒤 마이클의 담당 정신과의 새뮤얼 루미스는 마이클을 청문에 데려가기 위해 간호사 매리언 체임버스와 함께 마이클이 입원돼있는 정신 병원을 찾는다. 그러나 마이클은 기회를 틈타 차를 빼앗는다.
한 정비공을 살해해 점프수트를 뺏어 입은 마이클은 해던필드로 돌아와 동네 철물점에서 하얀색 가면을 훔쳐 쓰고 10대 소녀 로리 스트로드를 몰래 쫓아다니기 시작한다. 또한 동네 묘지에서 주디스의 묘석을 훔친다.
그날 밤 로리는 토미 도일의 베이비시터 일을 맡고, 친구 애니는 맞은편 집에서 린지 월리스를 돌본다. 토미는 창밖에서 마이클을 발견하고 이를 로리에게 말하지만 로리는 그냥 흘려 듣고 마는데...

## 출연
- 도널드 플레전스 - 새뮤얼 "샘" 루미스 박사 역
- 제이미 리 커티스 - 로리 스트로드 역
- 닉 캐슬 - 형체(마이클 마이어스) 역
  - 토니 모런 - 마이어스(21세) 역
  - 윌 샌딘 - 마이어스(6세) 역
- 낸시 루미스 - 애니 브래킷, 로리 친구 역
- P. J. 솔스 - 린다 밴더클록, 로리 친구 역
- 찰스 사이퍼스 - 리 브래킷 보안관, 애니 아버지 역
- 카일 리처즈 - 린지 월리스 역
- 브라이언 앤드루스 - 토미 도일 역
- 존 마이클 그레이엄 - 밥 심스, 린다 남자친구 역
- 낸시 스티븐스 - 매리언 체임버스 간호사 역
- 아서 맬릿 - 앵거스 테일러 역
- 미키 얘블런스 - 리치 캐슬 역
- 브렌트 러페이지 - 로니 엘람 역
- 애덤 홀랜더 - 키스 역
- 로버트 페일런 - 윈 박사 역
- 샌디 존슨 - 주디스 마이어스 역
- 피터 그리피스 - 모건 스트로드 역
- 데이비드 카일 - 주디스의 남자친구 역

## 제작
후에 《할로윈 3》(1982)을 감독하게 되는 토미 리 월리스가 마이클 마이어스로 잠시 출연하였다.

## 기타 제작진
- 협력 제작: 쿨 마더
- 미술: 토미 리 월리스
- 세트: 크레그 스턴스

## 시청 등급
- 대한민국: 청소년 관람불가